# Francisco Castelo de Castro
Francisco Castelo de Castro (Mombaça, 22 de setembro de 1922 — Fortaleza 10 de agosto de 1990) foi advogado e político brasileiro. Era filho de João Batista de Castro e de Maria Petronília Castelo de Castro.

## Carreira acadêmica
Advogado formado pela Universidade Federal do Ceará - UFC, trabalhou como vendedor na Companhia Quixadá Comercial e Importadora. Orador fluente e com grande poder de persuasão, destacou-se pela lhaneza no trato com seus companheiros deputados, principalmente no acesso aos debates.

## Trajetória política
Com apenas 21 anos de idade, foi nomeado prefeito de Mombaça, em 1944, pelo interventor estadual Menezes Pimentel. Ao término do período de intervenção, mudou-se para Fortaleza onde passou a residir. Como prefeito de Mombaça disputou, com vitória, as eleições diretas para sua prefeitura, em 1958, pelo PSD (Partido Social Democrático). Foi eleito deputado estadual nas legislaturas de 1963, 1967, 1971, 1975, 1979 e 1983, sendo ainda secretário adjunto de Trabalho e Ação Social no primeiro governo de Virgílio Távora e vice-governador do Ceará no período de 1987 a 1991 em que Tasso Jereissati foi o governador.
Sendo figura de destaque do legislativo cearense, por suas reais qualidades de homem público e de cidadão digno, por várias legislaturas representou o espírito de oposição consciente, como líder do então partido MDB (Movimento Democrático Brasileiro), posteriormente PMDB (Partido do Movimento Democrático Brasileiro). Cidadão sóbrio e de proposições elegantes, soube como poucos, no ciclo após o Golpe de 1964, não transigir de seus princípios e conduzir-se com rara sabedoria na tribuna. Manteve ao curso de sua função de oposição, acalorados debates com o líder do governo à época, Aquiles Peres Mota, não adotando em momento algum posições indelicadas ou agressivas.
Sua presença na tribuna popular era a certeza de um diálogo de alto nível, sempre abordando assuntos do interesse público. Não deixou descendentes nem bens materiais.

## Projetos implantados
- Projeto: ABC PALMEIRAS
  - Entidade: Fundação de Assistência Comunitária Cearense
  - Presidente: Antônio Reis Martins
  - Endereço: Rua Castelo de Castro, s/n - Bairro Conjunto Palmeiras.
- Projeto: CIRCO PALMEIRAS
  - Entidade: Fundação de Assistência Comunitária Cearense
  - Presidente: Antônio Reis Martins
  - Endereço: Avenida Castelo de Castro, nº 2100 - Bairro Conjunto Palmeiras